# Partícula mensageira
Partículas mensageiras são partículas subatómicas permutadas pela matéria e que são responsáveis pela existência de forças como, por exemplo, a força electromagnética, em que a partícula mensageira é o fotão.

## Tipos
Existem, ao todo, quatro tipos de partículas mensageiras, cada uma correspondendo a uma das quatro forças fundamentais da natureza:
1. Gluão - transmite a força forte.
2. Fotão - transmite a força electromagnética.
3. Bosões W e Z - transmitem a força nuclear fraca
4. Gravitão - partícula hipotética que seria responsável pela transmissão da força gravítica.